# 1-Méthylhypoxanthine
La 1-méthylhypoxanthine est une base nucléique purique dérivée de l'hypoxanthine par méthylation. Elle est présente naturellement dans certains ARN de transfert sous forme de 1-méthylinosine.